# Jadwiga Olszewska
Jadwiga Olszewska (ur. 10 kwietnia 1855 w Kuzawce, zm. 28 lutego 1932 w Tuzli) – polska lekarka i dziennikarka.

## Młodość i wykształcenie
Olszewska urodziła się na ziemiach polskich należących do zaboru rosyjskiego. Jej matka była nauczycielką. W 1873 Olszewska ukończyła gimnazjum dla dziewcząt w Warszawie i od razu przeniosła się do Petersburga, gdzie rozpoczęła kurs ginekologii. Ze względu na carskie prześladowania studentów nie ukończyła jednak kursu i wyemigrowała do Paryża, gdzie w 1881 rozpoczęła studia medyczne. W 1882 wyszła za mąż za Bartłomieja Boldireffa. Małżeństwo rozpadło się jeszcze przed styczniem 1883, kiedy urodził się ich syn Włodzimierz, późniejszy inżynier dróg i mostów oraz taternik. Olszewska kontynuowała studia medyczne, wychowując jednocześnie Włodzimierza. Posługiwała się nazwiskiem panieńskim. Utrzymywała się, pisząc dla gazet i czasopism w Krakowie i we Lwowie. W 1894 obroniła na Uniwersytecie Paryskim dysertację doktorską poświęconą związanym z tyfusem zaburzeniom mięśnia sercowego wśród dzieci. W tym samym roku otrzymała tytuł doktorki nauk medycznych.
Według relacji Teodory Krajewskiej Olszewska była osobą o wysokiej inteligencji wrodzonej. W mowie i w piśmie znała polski, francuski i rosyjski, ponadto biegle mówiła po niemiecku, serbsko-chorwacku i włosku.

## Praca na Bałkanach
Olszewska planowała początkowo wrócić z synem do Polski, jednakże władze carskie odmówiły nostryfikacji jej dyplomu. Zdecydowała się więc pozostawić syna w Paryżu pod opieką przyjaciółki Bronisławy Skłodowskiej-Dłuskiej, a sama wyjechała do Serbii, gdzie lekarki mogły pracować jako asystentki w szpitalach. Olszewska pracowała na takim stanowisku w Loznicy (1895) i Požarevacu (prawdopodobnie od 1897). Bez powodzenia starała się o otwarcie prywatnej praktyki lekarskiej.

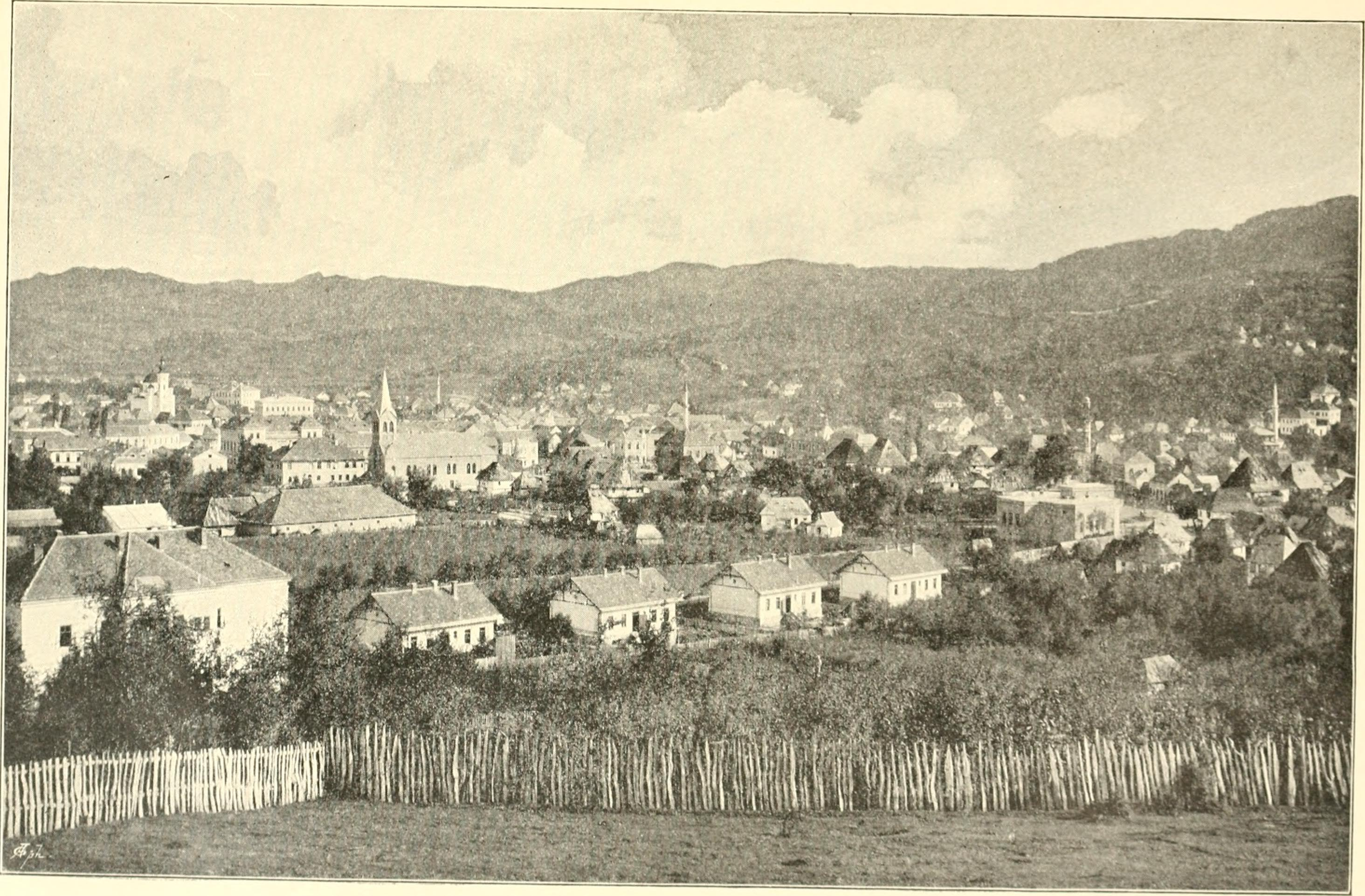
Tuzla pod koniec XIX w.

W 1897 ubiegała się o posadę lekarki urzędowej w Bośni i Hercegowinie (ówcześnie okupowanej przez Austro-Węgry). Władze austro-węgierskie początkowo odrzuciły jej kandydaturę. Została zatwierdzona dopiero w marcu 1899 po interwencji innej polskiej lekarki urzędowej Teodory Krajewskiej, która wskazała Olszewską jako swoją następczynię w Tuzli. Po uzyskaniu obywatelstwa Austro-Węgier, co było wymagane przez władze, 24 maja 1899 Olszewska została mianowana lekarką urzędową w Tuzli, przysięgając nieść pomoc medyczną wszystkim kobietom w mieście, ze specjalnym uwzględnieniem muzułmanek. Obwód, za który odpowiedzialna była Olszewska, liczył ok. 360 tys. mieszkańców, z czego 43% stanowili muzułmanie.
Przed opuszczeniem Tuzli Krajewska przygotowała Olszewską do pracy oraz przedstawiła ją lokalnej społeczności. Kilkutygodniowa, wspólna praca zaowocowała ich przyjaźnią. Olszewska mogła dzięki temu bez większych problemów rozpocząć samodzielną pracę. Od 1900 Olszewska leczyła ok. 850 pacjentów rocznie, zarówno w samej Tuzli, jak innych miejscowościach w obwodzie. Około ¼ jej pacjentów stanowiły dzieci. Muzułmanie stanowili 64% ogółu jej pacjentów w 1899 oraz 37% w 1901.
W swojej praktyce lekarskiej Olszewska spotykała się m.in. z kiłą, chorobami metabolicznymi, chorobami przewodu pokarmowego, narządów płciowych czy też skóry. W 1899 w odpowiedzi na epidemię niesztowicy Olszewska zaszczepiła 872 osoby. W tym samym roku została również włączona w zwalczanie epidemii ospy. W raportach rocznych Olszewska prezentowała informacje na temat zaobserwowanych zwyczajów i życia codziennego muzułmanów. Wyłaniał się z nich obraz bardzo skromnych warunków bytowych oraz przyzwyczajeń i tradycji, które wywoływały i sprzyjały rozwojowi chorób (np. nieużywanie mydła, karmienie niemowląt ciężkostrawnymi pokarmami). Olszewska próbowała z nimi walczyć, jednak ze słabymi efektami.
Utrzymując syna Włodzimierza, w tym opłacając jego studia, Olszewska żyła skromnie i nieustannie zabiegała o wyższe wynagrodzenie oraz dodatkowe środki finansowe. Na wniosek jej oraz dwóch innych lekarek w 1913 lekarki urzędowe zostały przeniesione do innej klasy siatki płac z wyższym wynagrodzeniem.
Po upadku Austro-Węgier Olszewska pozostała lekarką urzędową w Tuzli, składając przysięgę wierności Królestwu Serbów, Chorwatów i Słoweńców 1 marca 1919.
Olszewska przeszła na emeryturę w 1923 w wieku 68 lat. Jako była lekarka urzędowa z niską emeryturą żyła bardzo skromnie. Zmarła w Tuzli 28 lutego 1932. Przyjaciele Olszewskiej sfinansowali jej pogrzeb na rzymskokatolickim cmentarzu Borić w Tuzli, gdyż pozostawiony przez nią majątek na to nie pozwolił. Nie umieszczono jednak nagrobku i dokładne miejsce pochówku nie jest znane.

## Walka o prawa kobiet
W swoich artykułach prasowych Olszewska sprzeciwiała się dyskryminacji kobiet na polu edukacyjnym i zawodowym oraz opowiadała się za równouprawnieniem kobiet i mężczyzn. Podczas pobytu w Serbii działała w Belgradzkim Stowarzyszeniu Kobiet. Pracując w Tuzli, walczyła o wyrównanie zarobków lekarek i lekarzy.